# Jan Zahradnik

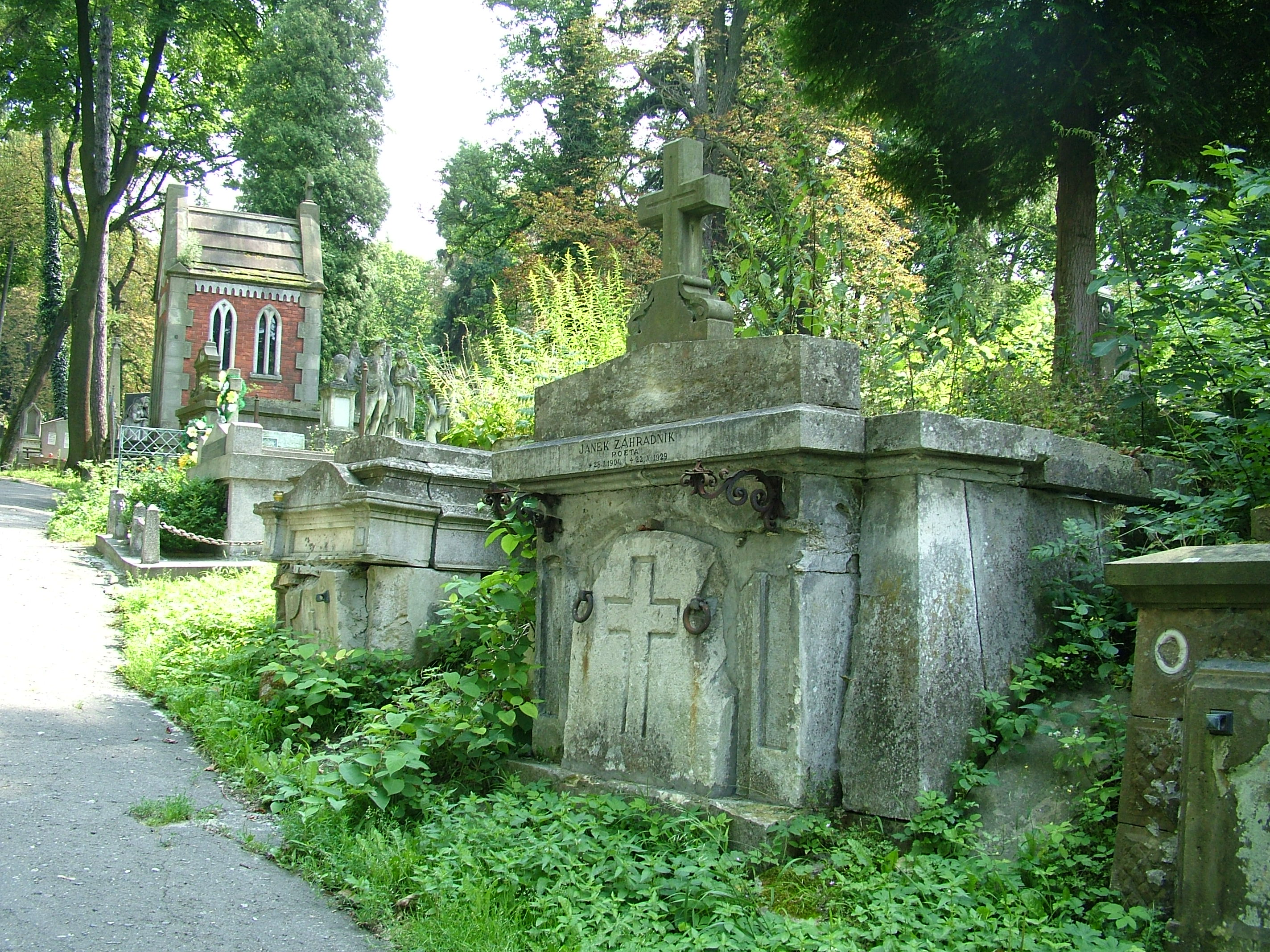
Grób Jana Zahradnika na Cmentarzu Łyczakowskim

Jan Zahradnik (ur. 28 stycznia 1904 Kosowie, zm. 22 października 1929 we Lwowie) – polski poeta i krytyk literacki.

## Życiorys
Był synem Hieronima Zahradnika, starosty w Kosowie, w Karpatach Wschodnich i Olgi Zahradnik (nazwisko panieńskie Zarzycka). Jako czternastoletni uczeń lwowskiego III Gimnazjum im. Stefana Batorego brał udział w obronie Lwowa (w 1918) w grupie VI Dzielnicy, za co został odznaczony Krzyżem Obrony Lwowa.
Wcześnie rozpoczął działalność literacką. Około siedmiuset wierszy i artykułów opublikował w dzienniku Stronnictwa Narodowo Demokratycznego – „Słowie Polskim”. Należał do założycieli Zespołu Stu. Wydanie książkowe jego poezji, zatytułowane Ludziom smutnym ukazało się w 1925. Wydano też jego broszurę o Makuszyńskim – W krzywym zwierciadle (1927) oraz dramat pt. Łątki lwowskie (1924), którego był współautorem. Jego wiersze ukazały się w wielu  antologiach polskich i zagranicznych.
Książeczkę o nim wydał Mieczysław Piszczykowski. Jego poezję opracował (wraz z obszerną bibliografią) Józef Giergielewicz.
Dwa lata przed śmiercią spędził w sanatorium dla chorych na gruźlicę w Hołosku. Zmarł w karetce pogotowia na ul. Rutowskiego, w drodze z sanatorium do szpitala, przed północą 22 października 1929 roku. Został pochowany 25 października na Cmentarzu Łyczakowskim obok Kaplicy Borkowskich przy bramie głównej.